# Тусон, Салли
Салли Тусон (англ. Sally Tuson, родилась 3 октября 1989 года) — английская регбистка и регбийный тренер, член тренерского штаба клуба «Тёррок».

## Биография

### Игровая карьера
Как игрок Тусон известна по выступлениям за женские клубы «Сарацины», «Бристоль» и «Эссекс Ледис». Один матч провела за сборную Англии по регби-7 в рамках Мировой серии; также выиграла с ней чемпионат Европы в 2012 году. В 2013 году Тусон в составе Англии выступала на женском Кубке шести наций, сыграв все пять матчей и набрав 20 очков благодаря четырём попыткам: две против Шотландии, одна против Италии и одна против Уэльса (на 78-й минуте принесла трудную победу 20:18).

### Тренерская карьера
Тусон совмещает регбийные выступления с работой в тренерском штабе клуба «Тёррок» как тренер защитников мужской команды, играющей в чемпионате Лондона (помощница главного тренера, Мартина Джонса). Также она является владелицей компании Power HAUS Fitness, которая предлагает услуги персональных тренеров. Муж Чарли Руссо работает в тренерском штабе «Тёррока».